# Francisco Antonio Javier de Gardoqui Arriquíbar
Francisco Antonio Javier de Gardoqui Arriquíbar (Bilbao, 9 ottobre 1747 – Roma, 27 gennaio 1820) è stato un cardinale spagnolo.
Fu nominato cardinale della Chiesa cattolica da papa Pio VII.

## Biografia
Nacque a Bilbao il 9 ottobre 1747 da José Ignacio de Gardoqui y Mezeta (1695-1765), banchiere e industriale, originario di Guernica, e María Simona de Arriquíbar y Mezcorta (1709-1783), di Bilbao. Il fratello Diego María de Gardoqui (1735-98), divenne nel 1784 il primo ambasciatore spagnolo negli Stati Uniti d'America e fu poi segretario del Tesoro di re Carlo IV. Francisco Antonio fu battezzato nella chiesa parrocchiale di San Giacomo, a Bilbao.
Studiò teologia e diritto canonico a Valladolid, dove ottenne la laurea in utroque iure.
Fu ordinato presbitero il 1º giugno 1776 a Madrid. Nel 1781 divenne vicario generale della diocesi di Palencia. Nel 1785 ebbe l'incarico di fiscale dell'Inquisizione a Granada e tre anni più tardi divenne inquisitore a Valladolid. Fu nominato arcidiacono a Sagunto e ad Alarcón e membro del Consiglio di Castiglia. Nel 1789 divenne uditore della Sacra Romana Rota per il Regno di Castiglia. Fu consigliere dei re Carlo III e Carlo IV. Prese parte ai negoziati per la Pace di Amiens nel 1802. Si oppose al progetto di Puerto de la Paz de Abando, poiché era contrario agli interessi della borghesia di Bilbao. Seppe mantenere una grande fermezza innanzi alle pretese di Napoleone Bonaparte sia sulla Penisola iberica sia nelle relazioni con Roma. In collaborazione con il fratello Diego María, redasse un progetto di colonizzazione della Pampa argentina da parte di contadini baschi. Ebbe fama di valente predicatore.
Papa Pio VII lo elevò al rango di cardinale nel concistoro dell'8 marzo 1816. ottenne per la chiesa parrocchiale di San Giacomo a Bilbao il titolo di basilica minore.
Morì a Roma il 27 gennaio 1820 all'età di 72 anni e fu sepolto nella chiesa del suo titolo.